# Schimmellaag
Schimmellaag is een informele term voor een vegetatielaag die door schimmels en korstmossen wordt gevormd. De schimmellaag komt overeen met de moslaag en wordt dan ook niet apart onderscheiden. Schimmelsoorten kunnen zich in de bodem, ter hoogte van de moslaag tot boven in de boomlaag bevinden.
Rhizosfeer is een informele term voor het substraat van de vegetatie, een bodemlaag die ongeveer de wortels omringt en door hen wordt beïnvloed.
Bij het maken van vegetatieopnamen wordt gekeken naar de soortsamenstelling en verticale vegetatiestructuur (de verschillende lagen van de vegetatie). Ook de aard van het substraat van de vegetatie (meestal een bodem en de strooisellaag) is van groot belang bij de beschrijving van de vegetatie.